# Everything Is Average Nowadays
Everything Is Average Nowadays is een single van de Britse rockband Kaiser Chiefs. Het is de tweede single van het tweede album van de band, Yours Truly, Angry Mob.
De single werd op 21 mei 2007 uitgebracht en uitgegeven als cd, 7-inchvinyl en download.
Het nummer is door de Amerikaanse band The Little Ones welke te horen is als B-kant op de single "Love's Not a Competition (But I'm Winning) van Kaiser Chiefs.

## Nummers
Alle muziek en teksten zijn geschreven door Kaiser Chiefs. 
| Nr. | Titel | Duur |
| --- | --- | ---- |
| 1.  | Everything Is Average Nowadays |      |
| 2.  | I Like to Fight (Tevens uitgegeven op de Japanse editie van Yours Truly, Angry Mob en op de editie aangeboden in de Amerikaanse Best Buy winkels) |      |

| Nr. | Titel                          | Duur |
| --- | ------------------------------ | ---- |
| 1.  | Everything Is Average Nowadays |      |
| 2.  | Out of My Depth                |      |

## Single Top 100
| "Everything Is Average Nowadays" in de Nederlandse Single Top 100 - binnen: 02-06-2007 | "Everything Is Average Nowadays" in de Nederlandse Single Top 100 - binnen: 02-06-2007 |
| Week                                                                                   | 1                                                                                      |
| -------------------------------------------------------------------------------------- | -------------------------------------------------------------------------------------- |
| Nummer                                                                                 | 91                                                                                     |